# Кинбурн

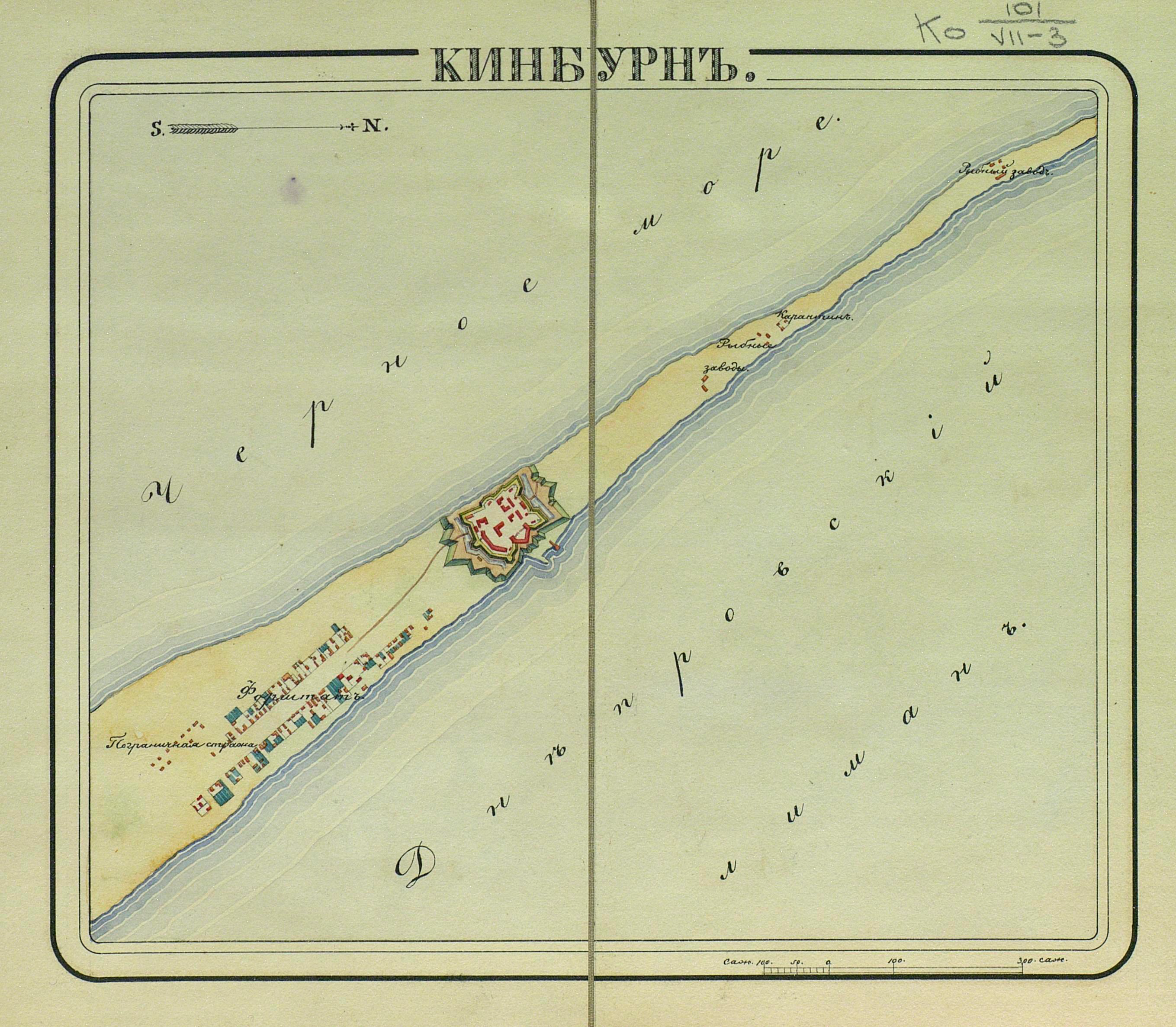
Кинбурн, «Атлас крепостей Российской империи» —, 1830-е годы.

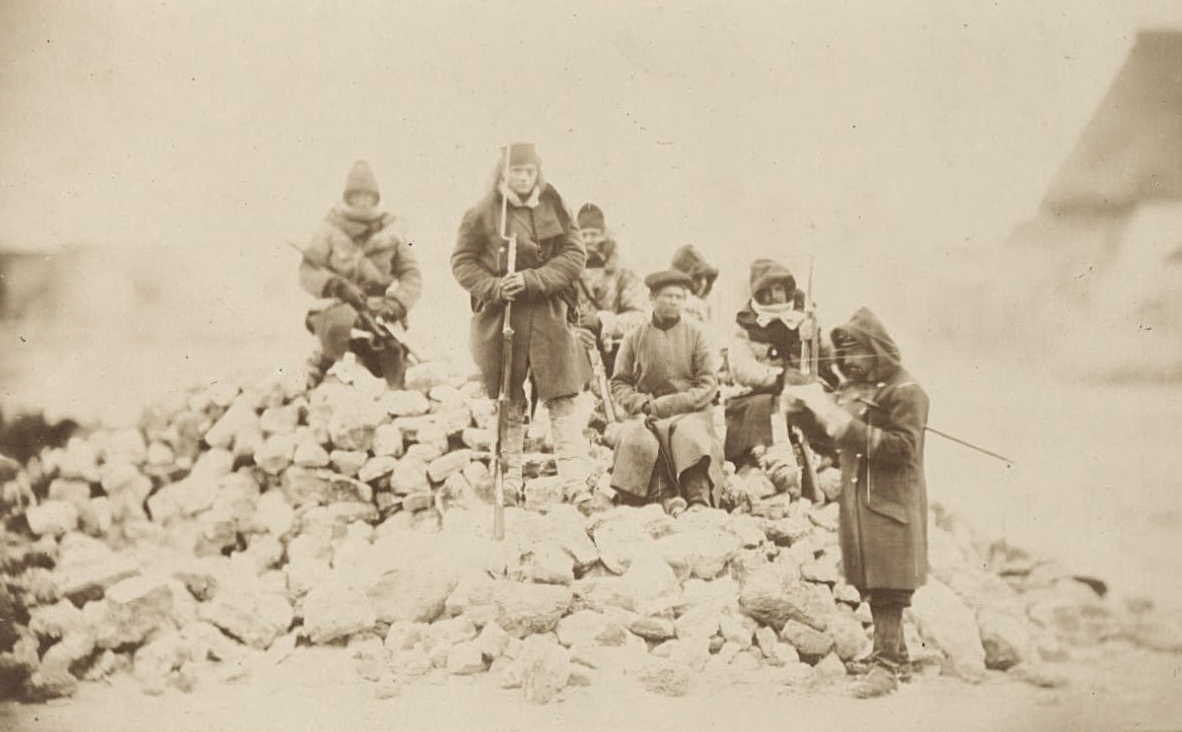
Русский пленный, с охраной, после взятия крепости Кинбурн французами и англичанами, 1855 год, Крымская война.

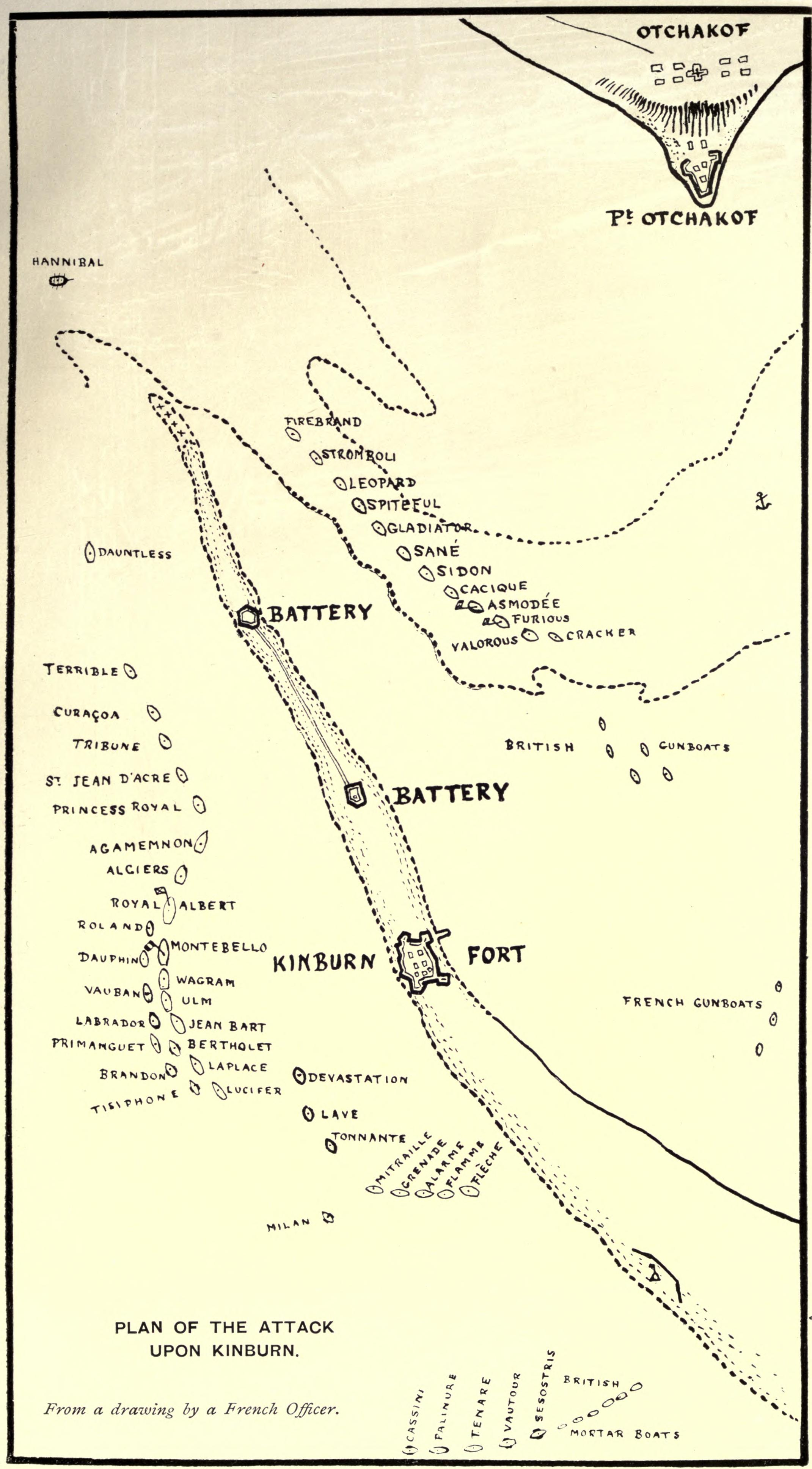
Атака англо-французского флота на крепость Кинбурн

Кинбурн (Кил-бурун, осман. قل بورن‎, тур. Kılburun) — турецкая, позднее русская крепость, построенная в XV веке на Кинбурнской косе в устье Днепра.

## История
Во время Крымского похода генерала Миниха в ходе Русско-турецкой войны 1735—1739 годов османская крепость была захвачена русской армией и взорвана 21.07.1736. Впоследствии турки восстановили крепость. С 1774 года крепость принадлежала Российской империи.
В 1787 году во время русско-турецкой войны 1787—1791 годов Александр Суворов разгромил близ Кинбурна турецкий десант.
В 1790 году по приказу Г. А. Потёмкина был сооружён искусственный остров Майский, чтобы контролировать вход судов в Днепровский лиман.
В октябре 1855 года во время Крымской войны 1853—1856 годов крепость была атакована англо-французским флотом и капитулировала. На территории крепости был размещён гарнизон из 95-го полка линейной пехоты и сапёров, прикрытый плавучими батареями. Он находился в крепости и после заключения Парижского мирного договора до 4(16) мая, когда крепость была передана русским представителям.
В 1857 году крепость была упразднена и больше никогда не восстанавливалась.

## Структура
Кинбурнская крепость не была чисто военным сооружением. Рядом с укреплениями находился огромный порт, в который часто заходили не только военные, но и торговые суда. В городе был большой рынок и кварталы ремесленников, а также несколько «гостиниц» — караван-сараев.
Ко времени Крымской войны укрепление состояло из главного квадратного форта с угловыми бастионами и круговой батареи. Крепость была обновлена русскими войсками. Досыпаны валы, построены пороховой арсенал и две казармы для солдат.